# Station Gandrange-Amnéville
Station Gandrange-Amnéville is een spoorwegstation in de Franse gemeente Amnéville.